# King Curtis Iaukea
Curtis Piehau Iaukea, III (15 de septiembre de 1937-4 de diciembre de 2010) fue un luchador profesional, más conocido como King Curtis Iaukea. Iaukea ha ganado campeonatos en varias de las grandes promociones regionales de Estados Unidos, tanto individual como en equipo, en la década de 1960. Compitió en la World Wrestling Federation (WWF), donde ganó el WWF Tag Team Championship. Después fue conocido como The Master del equipo Dungeon of Doom en la World Championship Wrestling (WCW).

## Primeros años
Fue el tataranieto del Coronel Curtis P. Iaukea, un chambelán real y diplomático en la corte del Rey Kalakaua y la Reina Liliuokalani e hijo del Inspector del Departamento de Policía de Honolulu Curts Iaukea II. Estudió en Punahou School y la Universidad de California Berkeley, como un especialista en economía en esta última, donde participó en fútbol americano como liniero hasta que dejó de asistir. Jugó como tacleador para los BC Lions desde 1958-1959 y los Alouettes de Montreal en 1959. También entrenó con los Raiders de Oakland en 1960 antes de ser removido del equipo.

## Campeonatos y logros
- All-Star Pro Wrestling

- NWA British Empire/Commonwealth Heavyweight Championship (1 vez)

- American Wrestling Alliance

- AWA United States Heavyweight Championship (1 vez)

- Championship Wrestling from Florida

- NWA Florida Heavyweight Championship (2 veces)

- NWA Mid-Pacific Promotions

- NWA Hawaii Heavyweight Championship (4 veces)
- NWA United States Heavyweight Championship (Hawaii version) (6 veces)

- NWA San Francisco

- NWA United States Heavyweight Championship (San Francisco version) (1 vez)

- NWA Western States Sports

- NWA Western States Heavyweight Championship (1 vez)

- Pacific Northwest Wrestling

- NWA Pacific Northwest Heavyweight Championship (1 vez)
- NWA Pacific Northwest Tag Team Championship (1 vez) - con  Haru Sasaki

- World Championship Wrestling (Australia)

- IWA World Heavyweight Championship (4 veces)
- IWA World Tag Team Championship (3 veces) - con Buddy Austin (1) y Mark Lewin (2)

- World Wide Wrestling Federation

- WWWF World Tag Team Championship (1 vez) con Baron Mikel Scicluna

- Wrestling Observer Newsletter

- Wrestling Observer Newsletter Hall of Fame (Class of 2011)